# Alain Delbe
Alain Delbe, né le 24 octobre 1954 à Douai, est un écrivain, psychologue et psychothérapeute français.
Il reçoit en 1994 le prix Alain-Fournier pour son roman Les Îles jumelles. Il est également l'auteur des romans François l'Ardent en 1999, Golems et Le Complexe de Médée en 2004, Sigiriya, le Rocher du Lion en 2012, ainsi que d'une quarantaine de nouvelles. En 2021, il publie Le Musée des Mystères, recueil de récits relatifs au paranormal et à l'étrange, ainsi que La septième Extinction, roman futuriste sur la fin de l'humanité. Il a aussi publié des critiques dans les revues Otrante et Hauteurs. En 1995, il publie, aux éditions L'Harmattan, Le stade vocal, un essai de psychanalyse, suivi d'un second en 2014, La voix contre le langage.

## Distinctions
- 1994 : Prix Alain-Fournier pour Les Îles jumelles